# Julia Behnke
Julia Behnke (* 28. März 1993 in Mannheim) ist eine ehemalige deutsche Handballspielerin.

## Vereinskarriere
Julia Behnke spielte in ihrer Jugend bei der TSG Ketsch, mit der sie 2011 deutsche A-Jugend-Vizemeisterin wurde. Parallel dazu spielte sie für die TSG in der Saison 2010/11 in der 3. Liga. 2011 wechselte die 1,80 Meter große Kreisläuferin zum Zweitligisten SG BBM Bietigheim, mit dem sie 2013 in die Handball-Bundesliga aufstieg. Ab dem Sommer 2014 lief sie für die TuS Metzingen auf, die sie im Sommer 2019 in Richtung GK Rostow am Don verließ. Mit Rostow gewann sie 2020 die russische Meisterschaft. Behnke lief ab der Saison 2020/21 für den ungarischen Erstligisten Ferencváros Budapest auf. Mit Ferencváros gewann sie 2021 die ungarische Meisterschaft sowie 2022 den ungarischen Pokal. Zur Saison 2022/23 kehrte sie zum TuS Metzingen zurück. Mit Metzingen gewann sie 2024 den DHB-Pokal und wurde als Turnier-MVP ausgezeichnet. Nach der Saison 2024/25 beendete sie ihre Karriere.

## Auswahlmannschaften
Behnke nahm an der U-17-Europameisterschaft 2009, der U-18-Weltmeisterschaft 2010 und der U-19-Europameisterschaft 2011 teil. Sie gehörte zum erweiterten Kader der deutschen Frauen-Nationalmannschaft für die Weltmeisterschaft 2013. 2015 erreichte sie mit der Frauen Nationalmannschaft bei der WM den 13. Platz. Bei der Heim-WM 2017 war sie eine gesetzte Spielerin und hat zusammen mit der Nationalmannschaft das Achtelfinale erreicht. Bei der Weltmeisterschaft 2023, die sie mit Deutschland auf dem sechsten Platz abschloss, erzielte sie 15 Treffer. Im Jahr 2024 nahm sie an den Olympischen Spielen in Paris teil. Sie absolvierte 125 Spiele, in denen sie 227 Tore erzielte.